# デイヴ・スウォーブリック
デイヴ・スウォーブリック（Dave Swarbrick、1941年4月5日 - 2016年6月3日）は、イングランドのフォーク・ミュージシャンであり、シンガーソングライターである。彼はアシュリー・ハッチングスによって「最も影響力のある（英国の）フィドル奏者である」と説明されており、彼のスタイルはほとんどすべての英国および多くの世界のヴァイオリン奏者によってコピーまたは開発された。彼は、 第二次ブリティッシュ・フォーク・リバイバルによって生み出された最も高く評価されたミュージシャンの1人であり、1960年代の最も重要なグループとプロジェクトの一部に貢献し、フォークおよびフォークロック音楽の主要人物の多くと共に活動して非常に人気のあるセッション・ミュージシャンとなった。
1969年からのフェアポート・コンヴェンションのメンバーである彼は ブリテッシュ・フォーク・ロック・ムーブメントの先駆けとなった独創的なアルバム『リージ・アンド・リーフ』（1969年）の制作を支援したと考えられてる。前記およびその後の経歴は、英国のトラディショナル・ミュージックへの関心を高めるのに役立ち、主流のロックに大きな影響を与えた。1970年以降、彼はフェアポート・コンヴェンションの主要メンバーとして活動し、1979年に解散するまで一連の重要なアルバムを通してバンドをリードした。 
また、一連の小規模なアコースティック・ユニットで演奏し、ソロ・プロジェクトに従事した。レコーディングにおける力強い音色と重要なプロファイルを維持し、伝統的な英国音楽の解釈に大きな貢献をした。 

## 経歴

### 1968年までの初期のキャリア
1941年、現在は大ロンドンにあるニューモールデンで生まれたが、家族とともにノースヨークシャー州グラッシントンの近くのリントンに移り、そこでヴァイオリンの演奏を学んだ。 1940年代後半、家族とともにバーミンガムに移り、1950年代後半にバーミンガム芸術大学（現在はバーミンガム芸術デザイン大学に吸収されている）に通い、印刷業者になることを目指した。 スキッフルのバンドでギターを演奏してタレントコンテストに勝った後、地元で影響力のある地元のミュージシャンであるベリルとロジャー・マリオットに紹介された。マリオット達は彼を自分の保護下に置き、スキッフルを始める前はクラシック・ヴァイオリンを演奏していたことを発見したベリルは、ヴァイオリンに切り替えるよう積極的に奨励し、ベリル・マリオット・セイリッド・バンドに加えた。 
1960年にイアン・キャンベル・フォーク・グループに参加しレコーディングキャリアをスタートし、その後の数年間でシングル盤1枚、EP3枚、アルバム7枚をグループと共に演奏した。 当時の英国のフォーク・ムーブメントにおいて3人の最も重要な人物、A.L.ロイド、ユアン・マッコールと妻のペギー・シーガー、そしてイアン・キャンベル・グループのコレクションの一部であるBBCラジオバラードシリーズの録音に貢献した。
1965年から彼はマーティン・カーシーと組んで、彼の名を冠したファースト・アルバムで彼をサポートした。 この共同作業は大成功を収め、次のレコードである『Second Album』（1966年）では対等にクレジットされた。1967年から1968年の間に、彼らは『Byker Hill』（1967年）を含む4枚の高く評価されたレコードを製作した。 スウォーブリックは、ジュリー・フェリックスやA.L.ロイドのアルバムや『Radio ballad』でも演奏し、おそらくトラディショナルな楽曲において最も高い評価を受ける演奏を行い、間違いなく最も人気のあるセッション・ミュージシャンの1人となった。 
1967年、スウォーブリックは最初のソロ・アルバム『Rags, Reels & Airs』をリリースした。ゲストはマーティン・カーシーとディズ・ディスリーで、それは何世代にもわたるフォーク・フィドラーのベンチマークとなっている。 

### 1969–1979年のセッション・ワークとフェアポート・コンヴェンション
スウォーブリックと、当時新興フォークロック・グループだったフェアポート・コンヴェンションとの関わり合いのきっかけは、1969年にリチャード・トンプソンが書いた「ケイジャン・ウーマン」のポスト作業におけるオーバーダブを引き受けるために、バンドのマネージャーであるジョー・ボイドにスタジオ・ミュージシャンとして呼ばれたことだった。 1969年にフェアポートは、スウォーブリックが以前カーシーとレコーディングしたトラディショナル・ソング「船乗りの生涯」 "A Sailor's Life" を演奏することを思い立ち、スウォーブリックにヴァイオリン演奏を依頼した。そして、1969年のアルバム『アンハーフブリッキング』に収録された11分のちょっとした叙事詩がバンドの新しい方向性を示すこととなった。

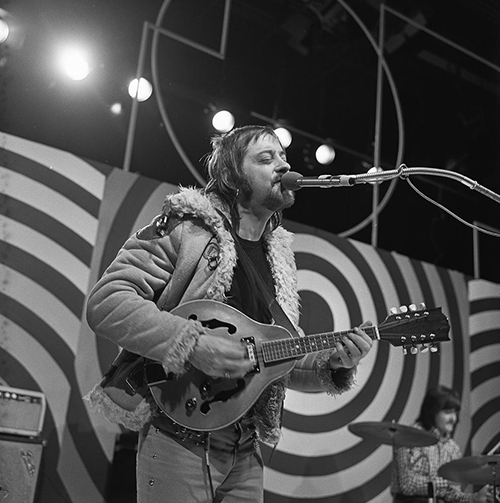
1972年にオランダのテレビ番組『TopPop』に出演したフェアポート・コンヴェンションのメンバーとしてのスウォーブリック

その後、スウォーブリックはグループへの参加を求められ、フォーク・シーンにおいてヴァイオリンを電気楽器化した最初のフィドラーとなった。 マーティン・カーシーは後に、スウォーブリックの参加についてなかなか決断できずにいたが、カーシーに次のように語ったことを回想している：「この男、リチャード[トンプソン]とプレイしたばかりだけど、これからもずっと彼とプレイしたい」。 リチャード・トンプソンとの「クレイジー・マン・マイケル」の共同執筆により、彼らは画期的なアルバム『リージ・アンド・リーフ』（1969年）を製作した。スウォーブリックのエネルギッシュでユニークなフィドル・スタイルはバンドの新しいサウンドと方向性に不可欠であり、スウォーブリックがアルバムのためにアレンジした4つのジグとリールからなるメドレーが、その後のほぼすべてのフェアポートの演奏の不可欠な部分となった。 アルバムがリリースされる前にバンドの主要メンバーのうち、創設メンバーのアシュリー・ハッチングスとシンガー、ギタリスト、ソングライターのサンディ・デニーがバンドを去ったが、スウォーブリックはロックのコンテキストでトラディショナル・ミュージックを演奏する可能性に興奮していたのでバンドにフルタイム参加することになった。 彼の偉大な成熟度、フォークソングの知識、評判と性格は、彼がすぐにバンドのリーダーとして浮上し、次の10年間もそうであり続け、イアン・キャンベルフォーク・グループのもう一人の卒業生であるベーシストのデイヴ・ペッグの参加をもたらした。 しかし、スウォーブリックはすでに彼のキャリアの残りを苦しめることになる聴覚障害に苦しんでいた。
この新しいメンバーによる最初のアルバムである『フル・ハウス』（1970年）は、『リージ・アンド・リーフ』ほどの商業的成功は収めなかったものの、そこそこ売れるとともに高い評価を得ている。『リージ・アンド・リーフ』と同じように「サー・パトリック・スペンス」といった叙事詩や「ダーティーリネン」などの伝統的な曲をスウォーブリックが編曲した別のインストゥルメンタルでの解釈が含まれていたが、それ以外にもスウォーブリックとトンプソンによって書かれたオープニングのライブ曲「ウォーク・アワイル」や9分間の反戦国歌「スロース」も収録されていた。 『フル・ハウス』にはさらにトンプソンとのペアで3曲が作られたが、この後すぐにトンプソンがバンドを離れたため実り多いコラボレーションは終了してしまった。 「スロース」は後にプレインソングやNikki Suddenなどのアーティストによってカバーされている。2016年のスウォーブリックの死後、詩人のイアン・マクミランは、「彼がフェアポート・コンヴェンションの「スロース」を演奏するたびに心が痛んだ」と回想している。
スウォーブリックは、フェアポート・コンヴェンションの以前のメンバーが自分のキャリアに着手したとき、サンディ・デニーやリチャード・トンプソンのアルバムの時のように音楽的なサポートを提供することをしばしば求められた。彼はまた、ジョン・レンボーン、アル・スチュワート、ピーター・ベラミーの作品を含む、この時代の最も重要なフォーク・アルバムのいくつかで演奏している。1970年代後半、彼は一連のソロ・アルバムをリリースし始めた。

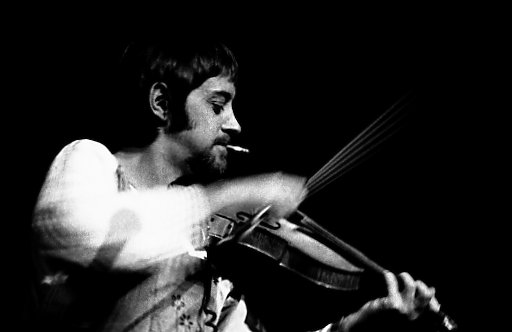
1977年、トロントのConvocation Hallでのコンサートでのスウォーブリック

トンプソンの離脱によって、スウォーブリックはリーダーシップ、作曲、歌唱に対するさらなる責任を負うこととなったが、その結果ほとんどの曲がスウォーブリックによって書かれた最初のフォーク・ロック・オペラ・アルバムと称される『ババコム・リー』（殺人で有罪判決を受けたが、絞首台の不具合で三度の死刑執行を生き延び、その後の人生のほとんどを刑務所で過ごしたジョン・ババコム・リーについての実話の物語）が生み出された。その結果、バンドはこの作品に捧げられたBBCテレビ番組を含むいくつかの主流メディアの注目を集めたが、アルバムの多様性が欠如しているという批評もあり、芸術的には賛否が混在する成果となった。 1971年にサイモン・ニコルがバンドを離れたため、スウォーブリックが最も古株のメンバーとなり、メンバーの変更や問題のあるプロジェクトの途方もないシリーズを通してグループを浮上させる責任を負うことになった。
次のアルバム『ロージー』は、スウォーブリック作のタイトルトラックが注目に値する。この曲はおそらくスウォーブリック本人と最も密接に関連した曲だが、全体としては好意的な批評を得ることはなかった。 更に次のリリースである『ナイン』（1974年）は、スウォーブリックと新しいメンバーのトレヴァー・ルーカスによる共同での楽曲製作に大きく依存していたが、おそらく以前のようなコラボレーションの活力を欠いていた。サンディ・デニーが1974年に再参加することによってバンドの幸運は回復し、アルバム『ライジング・フォー・ザ・ムーン』では、スウォーブリックは作曲とボーカルに関して後ろにさがることになった。
デニーが最終的にバンドを脱退した後、スウォーブリックはスタジオ・アルバムをさらに3枚進め、ソロ・プロジェクトをフェアポートのアルバム『ゴトル・オブ・ギール』（1976年）とヴァーティゴ・レコードでの2枚のアルバム、『ザ・ボニー・バンチ・オブ・ロージズ』（1977年）と『ティプラーズ・テイルズ』（1978年）に転換した。売れ行きは悪かったが、スウォーブリックの最高のフィドル作品を含んでいると見なされている。 しかし、これらはすべて財政的および契約上の困難の中で行われ、スウォーブリックの聴力問題は深刻になり、パフォーマンスでの大音量によって悪化した。1979年、バンドはオックスフォードシャーのクロップレディでお別れコンサートを行い、解散した。

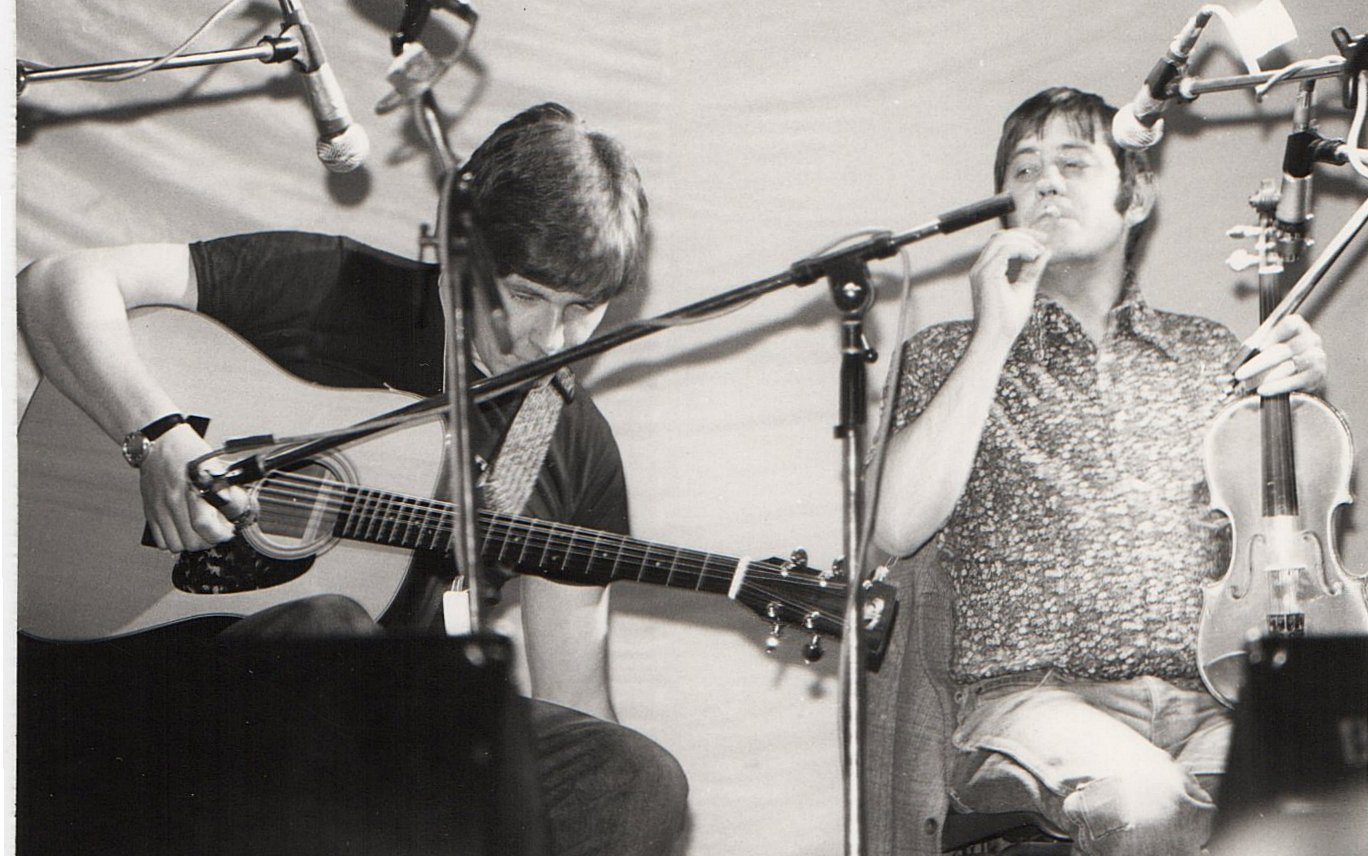
1981年のエセックスフェスティバルでのサイモンニコルとのデイブスウォーブリック（右）

### 1980年からのフォーク・サーキットへの回帰
時折の再会は別として、特にクロップレディ・フェスティバルでは、1980年以来のスウォーブリックのパフォーマンスのキャリアは小さな会場とアコースティック・パフォーマンスに焦点を当てていた。彼の最初のプロジェクトは、元フェアポートのギタリストのサイモン・ニコルとの評価の高いデュオで、3枚のアルバムを制作した。 1984年、スウォーブリックはスコットランドに移ることを決め、ニコルはオックスフォードシャーに残ったのでパートナー関係は解消した。これは、フェアポートがアルバム『Gladys 'Leap』（1985年）を録音するために再編成されたときにスウォーブリックが参加しないことも意味していた。1986年にバンドが再編成されたときにはスウォーブリック抜きとなったが、彼は数回、特にクロップレディ・フェスティバルにおいてバンドとともに演奏した。
フェアポート再編成の時点でスウォーブリックはすでに高く評価されているミュージシャンのマーティン・ジェンキンス、クリス・レスリー、ケビン・デンプシーと共に「Whippersnapper」という名のカルテットの一部として次のプロジェクトに没頭していた。 このグループは、1985年から1989年の間に4枚のアルバムを制作した。この時点でスウォーブリックはマーティン・カーシーとのパートナーシップを更新するために去ったが、『Life And Limb』（1990年）と『Skin And Bone』（1992年）の2枚のアルバムの後、オーストラリアに移住した。 
その地で彼はギタリスト兼シンガー/ソングライターのアリスター・ヒューレットと新しいコンビを組んだ。彼らはオーストラリアで1枚のアルバム『Saturday Johnny and Jimmy The Rat』を1996年に制作し、その後ヒューレットとスウォーブリックがイギリスに戻った後でさらに『The Cold Grey Light of Dawn』と『Red Clydeside』の2枚を作った。この期間にスウォーブリックは、スティーヴ・アシュリー、ジョン・カークパトリック、バート・ヤンシュなど、フォークロックで最も高く評価されている人々の数名のプロジェクトにゲストとして参加した。スウォーブリックはまた、フォーク・ミュージシャンではないアーティストの作品にもゲストとして参加した。1991年、スウォーブリックはボンゾ・ドッグ・ドゥー・ダー・バンドの元フロントマンだったヴィヴィアン・スタンシャルと、「Dog Ends」のライブ・ステージに参加してスタンシャル復帰ツアーを行った。 

### 健康、早すぎる死亡記事、そしてパフォーマンスへの復帰
何年もの間、スウォーブリックは、慢性閉塞性肺疾患をもたらす長年の喫煙のために着実に健康状態を悪化させていた。1999年4月にスウォーブリックが胸部感染症で入院した際に、早すぎる死亡記事を発表したため「デイリー・テレグラフ」紙はかなり恥ずかしいことになった。   スウォーブリックは「私がコベントリーで死んだのは初めてではない」とコメントした。
デイヴ&クリスティン・ペッグは、1999年7月にバーミンガムのシンフォニーホールでの資金調達コンサートを含む「スウォーブ・エイド」を始め、彼の健康状態の悪さでスウォーブリックが働くことを妨げている間に、スウォーブリックの資金を調達するためにフェアポート・コンヴェンションに参加した限定版の1999年のライブEP『SwarbAid』をリリースした。別の健康問題の再発後、ペッグらは2004年に同様のコンサートで「スウォーブ・エイドII」を始めた。 スウォーブリックは、2004年10月にバーミンガムのクイーンエリザベス病院で二重肺移植を受け、その後、ソロ奏者として熱心なキャリアを再開し、毎年秋にマーティン・カーシーと共に英国をツアーした。 

### その後の仕事
2006年、スウォーブリックは元フェアポートのマーティン・オールコックおよびケヴィン・デンプシーと「スウォーブズ・ラザルス (Swarb's Lazarus)」としてツアーを再開し、アルバム『Live and Kicking』（2006年）をプロデュースし、クロップレディ・フェスティバルに出演した。 バンド名は1999年の「デイリー・テレグラフ」紙によるスウォーブリックの早すぎる死亡記事をネタ元にしている。 2007年8月10日に、スウォーブリックは1969年のフェアポート・コンヴェンションのメンバーとして故サンディ・デニーの代役のクリス・ホワイルとともにクロップレディ・フェスティバルに参加し、アルバム『リージ・アンド・リーフ』の全曲を演奏した。 最も注目すべきは、『リージ・アンド・リーフ』のメンバーとクリス・ホワイルが同年のBBCラジオ2のフォーク賞で演奏するため最初に再編成していたことである。 
大好評を受けたスウォーブリックのソロ・アルバム『Raison d'être』 (Shirty Records)は、2010年7月にリリースされた。 

2014年、スウォーブリックはカナダのミュージシャン、ジェイソン・ウィルソンとのフル・アルバム『Lion Rampant』をリリースした。批評家から絶賛されたこのアルバムには、特別ゲストとしてマーティン・カーシー、ペギー・シーガー、ピー・ウィー・エリス、ジョン・カークパトリックが参加していた。 ジェイソン・ウィルソン・バンドとの共演により、スウォーブリックは再び大きなグループでプレイし、カナダとイギリスでの演奏に貢献した。イギリスのフォーク音楽評論家ケン・ハントはこのアルバムについて「2014年のアルバムの中で最も折衷的で、カトリックで、首尾一貫した音楽の饗宴」と評している。彼らの最後のスタジオ・アルバムである『Kailyard Tales』は、2018年1月12日にリリースされた。
2014年4月から5月にかけて、スウォーブリックは彼の個人的な依頼によるフォーク・トリオのセド・ザ・メイデンによるサポートを受けながら、17公演の英国ツアーを完了した。 このツアーはスウォーブリックが後援していたフォークストック財団のヘレン・マイズナーによって企画され、各会場にはフォークストック財団の若手の新進気鋭のフォークアーティストも何人か出演した。
2015年秋、スウォーブリックとカーシーの最後の全英ツアーが行われた。

### 死
スウォーブリックは2016年6月3日に肺炎でアベリストウィスの病院で死亡した。   「ニューヨーク・タイムズ」紙は英国のすべての新聞とともに、「デイリー・テレグラフ」からの今度は確実な2度目となる死亡記事を特集した。 

## 私生活
スウォーブリックは数回結婚した。彼にはエミリー、アレクサンダー、イソベルの3人の子供、8人の孫、2人の曾孫がいた。  彼の最後の結婚は、画家ジル・スウォーブリック・バンクスとのものだった。彼らは1998年に出会い、翌年コベントリー登録事務所で結婚した。 彼らは2016年6月に彼が死ぬまでミッドウェールズに住んでいた。 

## 受賞歴
2003年、彼は英国民族舞踏民謡協会から「ゴールドバッジ」を授与され、作曲家およびソングライターの英国アカデミーから「功労の金バッジ」を授与された。2004年に彼はBBC Radio 2 Folk Awardsで生涯功績賞を授与された。2006年のフォーク賞では、ラジオ2のリスナーから「最も影響力のあるフォーク・アルバム」に選ばれた独創的なアルバム『リージ・アンド・リーフ』が受賞したときに、現在および過去のフェアポート・コンヴェンションのメンバーと共有した。2007年の賞ではマーティン・カーシーとデイヴ・スウォーブリックは「ベスト・デュオ」賞を受賞した。 2012年のフェイティー賞で、スウォーブリックは生涯功績賞を受賞した。

## 簡易ディスコグラフィ
イアン・キャンベル・フォーク・グループ、ユアン・マッコル、アル・ロイド、ペギー・シーガーとの初期の仕事を考慮し、多くのアーティストのアルバムにゲスト・ミュージシャンとしての仕事を含めて、スウォーブリックは167以上のアルバムへの参加が認められる。 

### ソロ・アルバム
- 『スウォーブリック』 - Swarbrick (1976年、Transatlantic)
- 『スウォーブリック2』 - Swarbrick 2 (1977年、Transatlantic)
- Lift The Lid and Listen  (1978年、Sonet)
- The Ceilidh Album (1978年、Sonet)
- 『スミディバーン』 - Smiddyburn (1981年、Logo)
- 『フリッティン』 - Flittin' (1983年、Spindrift)
- When the Battle is Over [compilation from: Swarbrick (1976); Swarbrick 2 (1977); Smiddyburn (1981)] (1986年、Conifer)
- Live at Jackson's Lane (1996年、Musikfolk)
- Dave Swarbrick, Swarb! (2002年、Free Reed)
- English Fiddler: Swarbrick plays Swarbrick (2003年、Naxos World)
- Lion Rampant (2014年、Wheel/Proper) ※with Jason Wilson
- Raison d'être (2010年、Shirty)
- Kailyard Tales (2018年、Wheel/Proper) ※with Jason Wilson

### With マーティン・カーシー
- 『マーティン・カーシー』 - Martin Carthy (1965年、フォンタナ)
- Second Album (1966年、フォンタナ)
- No Songs (1967年、フォンタナ) ※EP
- Rags, Reels and Airs (1967年、Topic) ※with Diz Dizley
- Byker Hill (1967年、フォンタナ)
- But Two Came By (1968年、フォンタナ)
- Prince Heathen (1969年、フォンタナ)
- Selections (1971年、Pegasus) ※コンピレーション
- Life And Limb (1990年、Special Delivery)
- Skin And Bone (1992年、Special Delivery)
- 『ボウス・イアーズ・アンド・ザ・テイル』 - Both Ears and the Tail: Live at the Folkus Folk Club, Nottingham, 1966 (2000年、Atrax)
- Straws In The Wind (2006年、Topic)
- Walnut Creek (2014年、Shirty)

### フェアポート・コンヴェンション
- 『アンハーフブリッキング』 - Unhalfbricking (1969年、アイランド)
- 『リージ・アンド・リーフ』 - Liege & Lief (1969年、アイランド)
- 『フルハウス』 - Full House (1970年、アイランド)
- 『エンジェル・ディライト』 - Angel Delight (1971年、アイランド)
- 『ババコム・リー』 - Babbacombe Lee (1971年、アイランド)
- 『ロージー』 - Rosie (1973年、アイランド)
- 『ナイン』 - Nine (1973年、A&M)
- 『ライジング・フォー・ザ・ムーン』 - Rising for the Moon (1975年、アイランド)
- 『ゴトル・オブ・ギール』 - Gottle O'Geer (1976年、アイランド)
- 『ザ・ボニー・バンチ・オブ・ロージズ』 - The Bonny Bunch of Roses (1977年、ヴァーティゴ)
- 『ティプラーズ・テイルズ』 - Tipplers Tales (1978年、ヴァーティゴ)